# Stazione di Nocera Inferiore
La stazione di Nocera Inferiore è una stazione ferroviaria a servizio della città omonima.

## Storia
In origine denominato "Nocera dei Pagani", l'impianto rappresenta una delle strutture storiche della regione Campania, in quanto fu inaugurato il 18 maggio 1844 nell'ambito del prolungamento della Napoli-Portici. La convenzione per la costruzione di questa linea venne firmata nel 1836; con essa si concedeva all'ingegner Armando Giuseppe Bayard de la Vingtrie la concessione per la costruzione in quattro anni di una linea ferroviaria da Napoli a Nocera Inferiore con un ramo per Castellammare che si sarebbe staccato all'altezza di Torre Annunziata.
Il 1º agosto 1842 venne infatti inaugurato il tronco successivo fino a Castellammare e due anni dopo, nel 1844, la diramazione per Pompei, Angri, Pagani e Nocera Inferiore. Nel 1846 il Bayard ottenne la concessione anche per il prolungamento su San Severino e Avellino.
Il 31 luglio 1857 fu inaugurato il tratto di strada ferrata che da Nocera portava a Cava
Nel 1882 la stazione assunse un ruolo di bivio con l'apertura della stazione di Nocera Inferiore Mercato e la linea per Codola.
Il 12 dicembre 1909 la denominazione dell'impianto venne mutata in "Nocera Inferiore".
Nel settembre del 1930 una motrice in arrivo in stazione non riuscì a frenare in tempo scaraventando in avanti una locomotiva in sosta. Quest'ultima abbatté sia il paraurti del deposito che il muro di cinta della stazione, spingendosi fino alla strada. L'incidente, che si guadagnò la copertina de La Tribuna illustrata, non produsse alcuna vittima.
Il 27 novembre 1942 la stazione fu teatro di un disastro ferroviario: lo scontro tra un treno merci e una tradotta militare che causò 28 morti.
Prima della realizzazione della galleria Santa Lucia, avvenuta nel 1977, tutti i treni da e per Salerno vi si dovevano fermare per agganciare (o sganciare) un locomotore di supporto fornendo la "spinta" per superare il dislivello presente tra Nocera e il capoluogo.

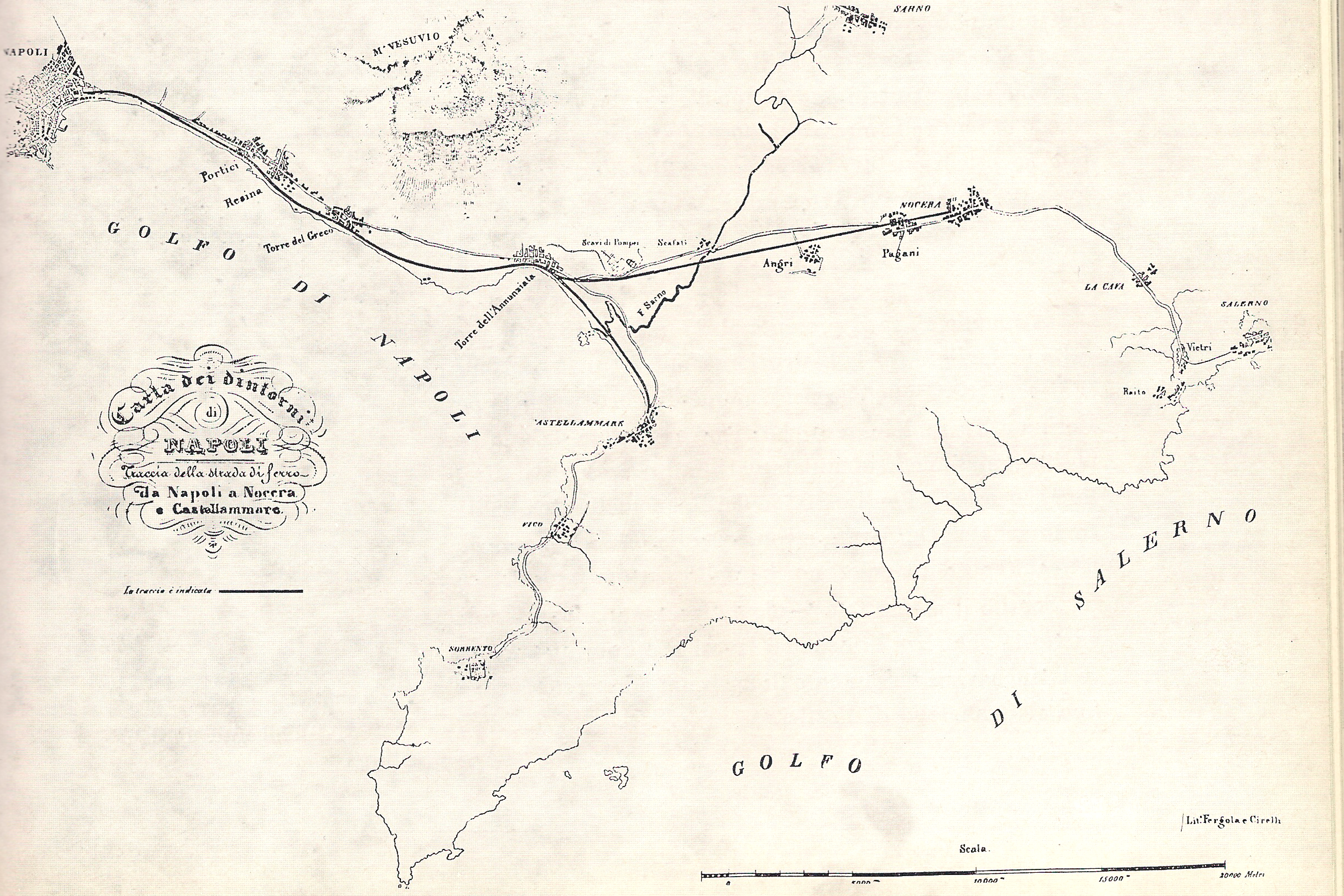
Il progetto della ferrovia da Napoli a Nocera e Castellammare
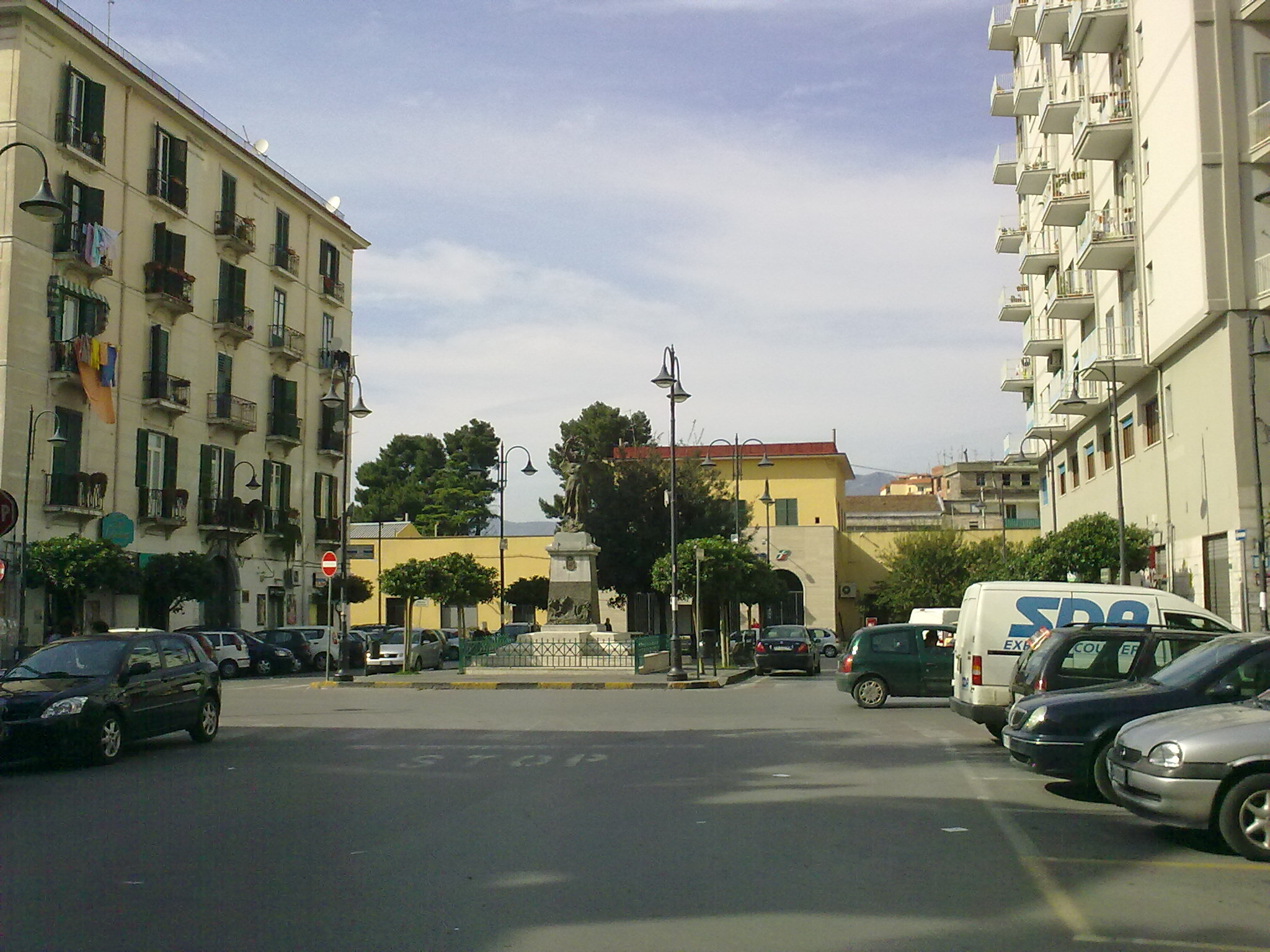
Piazza Trieste e Trento

## Strutture e impianti
La stazione, gestita da Rete Ferroviaria Italiana, è dotata di 5 binari passanti. È presente nella stazione anche un piccolo scalo merci, (che in passato era utilizzato soprattutto per la sosta dei suddetti treni ed era più grande) oggi utilizzato maggiormente per la sosta dei mezzi di manutenzione ferroviaria.
I binari 1 e 2 vengono utilizzati maggiormente per il servizio metropolitano e i regionali da e per Salerno via Cava de' Tirreni.
I binari 3 e 4 sono quelli appartenenti alla linea principale (Napoli-Salerno).
Il binario 5 viene impiegato per il servizio regionale da e per Salerno via Mercato San Severino.
Nel 2018, la stazione è stata totalmente ristrutturata, vedendosi aggiunta una nuova entrata supplementare e l'installazione di nuovi ascensori.

## Movimento
La stazione è servita da treni regionali e metropolitani (attualmente soprattutto questi ultimi) effettuati da Trenitalia nell'ambito del contratto di servizio stipulato con la Regione Campania.
Nonostante l'apertura della galleria Santa Lucia, i treni a lunga percorrenza, hanno fermato nella stazione ancora per poco più di un trentennio.

## Servizi
La stazione è classificata da RFI nella categoria silver e dispone di:
- Biglietteria a sportello
- Biglietteria self-service
- Posto di Polizia Ferroviaria
- Sala di attesa
- Edicola
- Bar
- Servizi igienici
- Annuncio sonoro treni in arrivo, in partenza e in transito
- Sottopassaggio pedonale